# Jacky Peeters
Jacky Peeters (Bree, 13 dicembre 1969) è un ex calciatore belga, di ruolo difensore.

## Palmarès

### Club

#### Competizioni nazionali
- Coppa del Belgio: 1

Genk: 1997-1998
- 2. Fußball-Bundesliga: 1

Arminia Bielefeld: 1998-1999